# Noora Lainesalo
Noora Lainesalo est une ancienne joueuse finlandaise de volley-ball née le 28 octobre 1985 à Iitti. Elle mesure 1,81 m et jouait au poste de passeuse. Elle a totalisé 51 sélections en équipe de Finlande.

## Clubs
| Club                    | De        | À         |
| ----------------------- | --------- | --------- |
| Kausalan Yritys         | 2000-2001 | 2000-2001 |
| LP Kangasala            | 2001-2002 | 2001-2002 |
| Tarmo-Volley            | 2002-2003 | 2003-2004 |
| Vanajan RC              | 2004-2005 | 2006-2007 |
| TSV Bayer 04 Leverkusen | 2007-2008 | 2008-2009 |
| 1. VC Wiesbaden         | 2009-2010 | 2009-2010 |
| HPK Naiset              | 2010-2011 | 2012-2013 |

## Palmarès
- Championnat de Finlande
  - Vainqueur : 2003, 2005, 2006, 2007
  - Finaliste : 2004, 2012.
- Coupe de Finlande
  - Vainqueur : 2005, 2006.